# Lendacka Ubocz

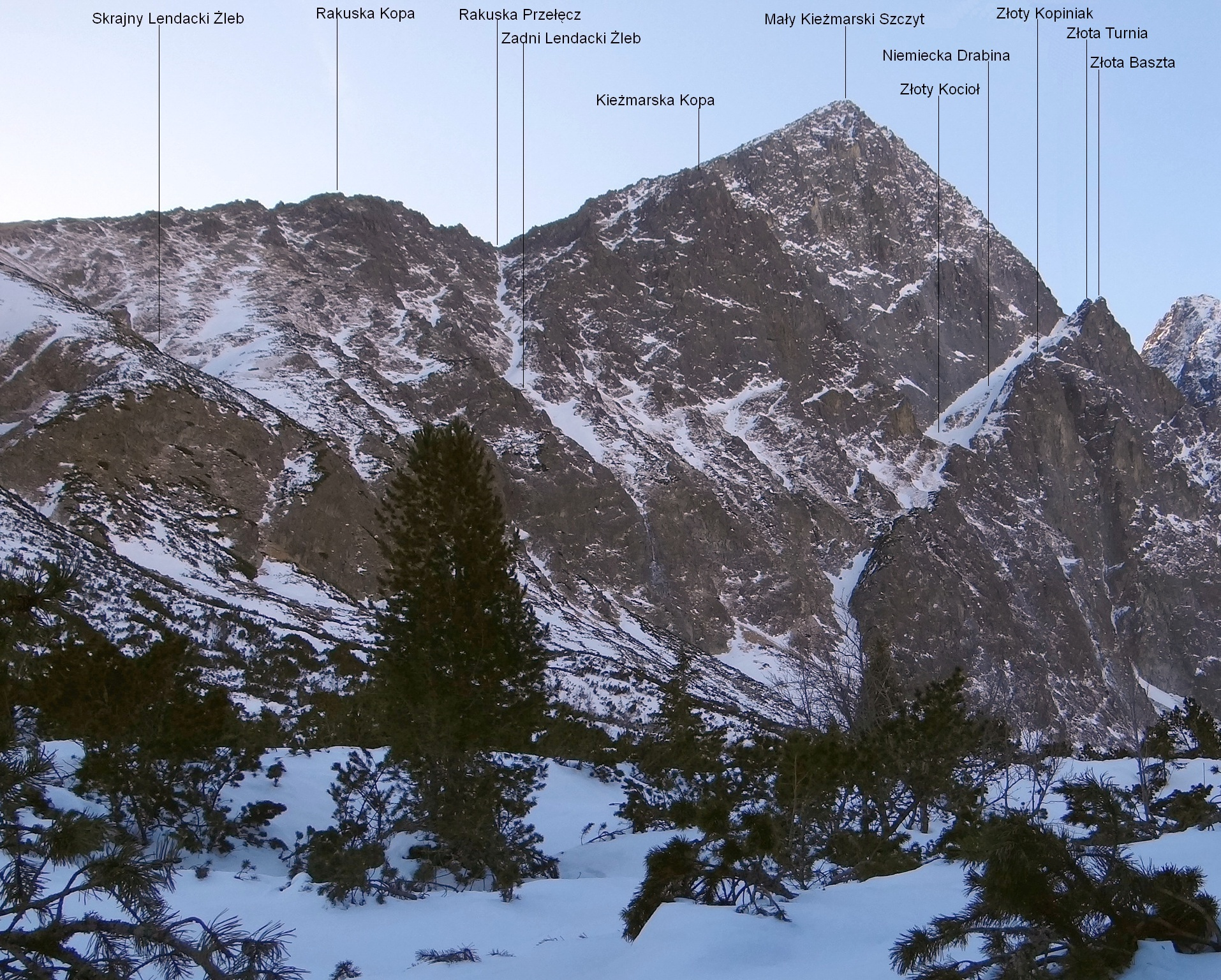
Widok z Zielonej Doliny Kieżmarskiej

Lendacka Ubocz – grzęda w słowackich Tatrach Wysokich opadająca spod Rakuskiej Kopy (słow. Svišťov hrb) do Zielonej Doliny Kieżmarskiej (dolina Zeleného plesa). Oddziela od siebie dwa żleby:
- Zadni Lendacki Żleb (Zadný Lendacký žľab) opadający spod Rakuskiej Przełęczy (Nižné sedlo pod Svišťovkou)
- Skrajny Lendacki Żleb (Krajný Lendacký žľab) opadający spod Rakuskiego Przechodu (Sedlo pod Svišťovkou)[1]

## Szlak turystyczny
Górną częścią Lendackiej Uboczy prowadzi szlak turystyczny z Zielonej Doliny Kieżmarskiej na Rakuski Przechód (Magistrala Tatrzańska).
 Schronisko nad Zielonym Stawem – Rakuski Przechód. Odległość 2,9 km, suma podejść 533 m, suma zejść 60 m, czas przejścia 2 h, z powrotem 1 h 25 min

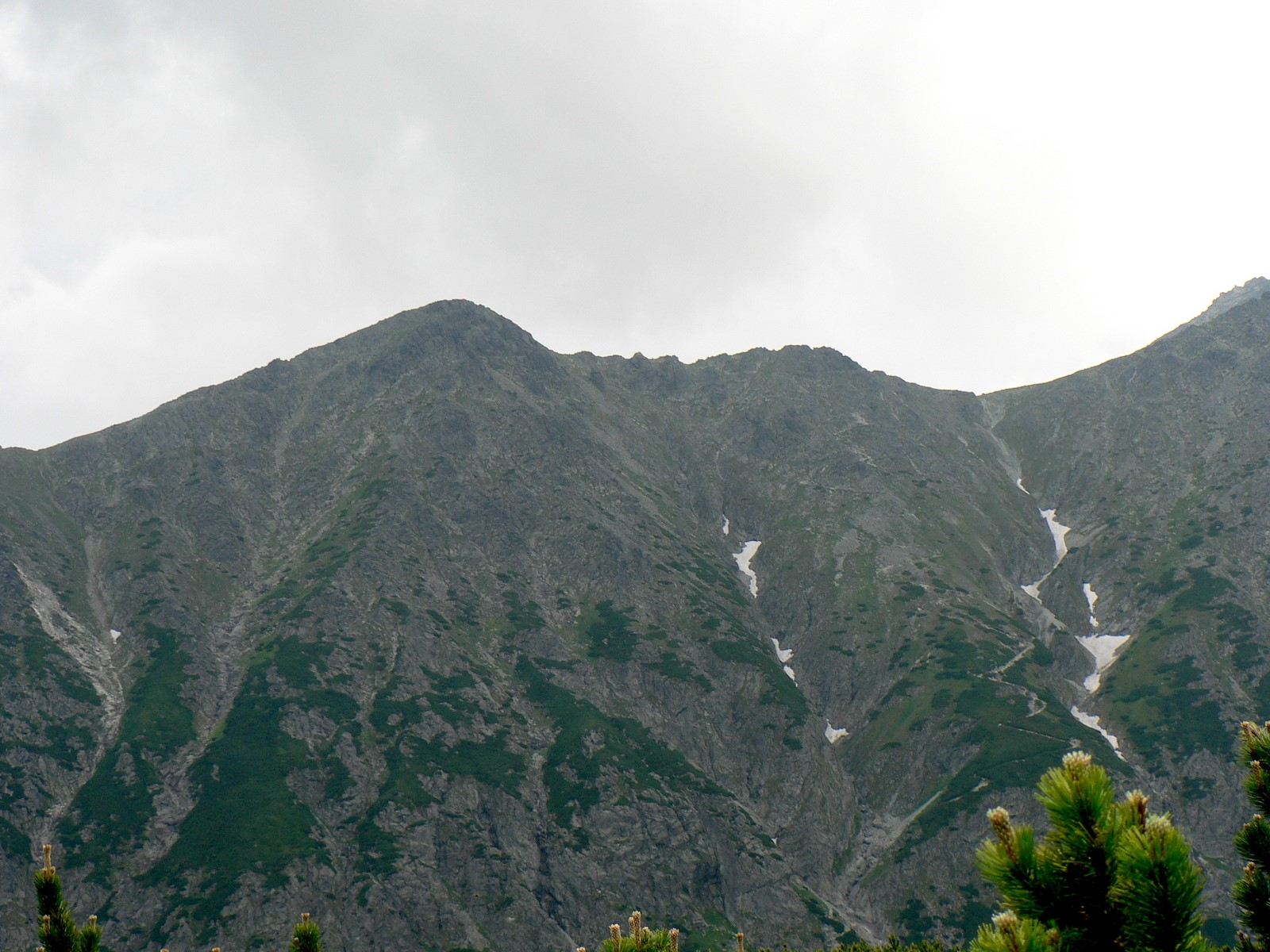
Skrajny i Zadni Lendacki Żleb (ze śniegiem) i Lendacka Ubocz między nimi